# Lyrik för alla
Lyrik för alla var en svensk poesitidskrift som fanns mellan 1992, då den grundades i Haparanda, och 2005. Dess redaktör var Peter Björkman.